# Голлівуд-репортер
Голлівуд-репортер (англ. The Hollywood Reporter) — провідний американський журнал, разом з виданням Variety протягом останнього десятиліття був одним з двох найбільших американських журналів про кіно.
Був заснований Вільямом Вілкерсоном 3 вересня 1930 року. Журнал зараз належить Prometheus Global Media.